# Глибинець
Глибинець, Глубинець (рос.) — річка в Україні, у Черняхівському районі Житомирської області. Права притока Очеретянки (басейн Дніпра).

## Опис
Довжина 10 км, похил річки — 2,2 м/км. Площа басейну 54,9 км².

## Розташування
Бере початок на південному заході від Коростелівки. Спочатку тече на північний схід через Жадьки, там повертає на північний захід і біля Селеця впадає у річку Очеретянку, праву притоку Тростяниці.